# Lomma kommun
Lomma kommun är en kommun i Skåne län, som ingår i Stormalmö. Centralort är Lomma.
Lomma kommun domineras av ett öppet landskap. Området längs kusten består av sandiga partier medan kommunens östra delar består av uppodlad, mycket bördig moränlera. Området har en lång tradition av industrier men ingen av dessa verksamheter finns kvar. I början av 2020-talet hade kommunen primärt små företag. 
Sedan kommunen bildades har befolkningstrenden varit positiv. Lomma kommun har i decennier styrts av borgerliga partier. 

## Administrativ historik
Kommunens område motsvarar socknarna: Borgeby, Fjelie, Flädie och Lomma. Vid kommunreformen 1862 bildades i dessa socknar landskommuner med samma namn. 
Lomma municipalsamhälle inrättades i Lomma landskommun 12 september 1900. 1951 ombildades landskommunen med municipalsamhället till Lomma köping.
Vid kommunreformen 1952 bildades "storkommunen" Flädie av de tre dåvarande landskommunerna Borgeby, Fjelie och Flädie. Den 1 januari 1963 inkorporerades hela Flädie landskommun i Lomma köping.
Lomma kommun bildades vid kommunreformen 1971 genom en ombildning av Lomma köping.
Omkring 2010 har kommunens yta utökats när den nordvästra delen av den konstgjorda halvön Spillepengens deponi/återvinning kommit att ligga i Lomma kommun även om den övriga delen ligger i Burlövs kommun.
Kommunen ingick från bildandet till 2005 i Malmö domsaga och ingår sedan 2005 i Lunds domsaga.

## Geografi
I väster ligger Öresund, i norr avgränsas kommunen av Kävlingeån och Kävlinge kommun, i öster ligger Lunds och Staffanstorps kommun och i söder Burlövs kommun.

### Topografi och hydrografi
Lomma kommun domineras av ett öppet landskap. Området längs kusten består av  sandiga partier med strandformer och dyner  medan kommunens östra delar består av uppodlad, mycket bördig moränlera. De gamla lertäktsdammarna norr om centralorten har stort ornitologiskt intresse men ett rikt fågelliv och intressant flora finns primärt på ängar och våtmarker i dalgångarna tillhörande Höje å. I Alnarpsparken i södra Lomma finns rester av en mycket gammal almskog.
Nedan presenteras andelen av den totala ytan 2020 i kommunen jämfört med riket.
|  | Bebyggelse (20,7 %) |

|  | Skog (3,8 %) |

|  | Öppen myrmark (0,4 %) |

|  | Jordbruksmark (65,1 %) |

|  | Övrig mark (9,9 %) |

|  | Bebyggelse (3,1 %) |

|  | Skog (68,0 %) |

|  | Öppen myrmark (7,2 %) |

|  | Jordbruksmark (7,4 %) |

|  | Övrig mark (14,3 %) |

### Naturskydd
År 2023 fanns 15 naturreservat i Lomma kommun. Som exempel kan nämnas det marina reservatet Flädierev, ett kommunalt naturreservat utanför Bjärred. Området är av stor betydelse för fågellivet men även säl och tumlare rör sig i området. Ett annat exempel är Löddeåns mynning (södra). Även detta område är värdefullt för fågellivet. Reservatet är även skyddat enligt Natura 2000.

### Administrativ indelning
Fram till 2016 var kommunen för befolkningsrapportering indelad i två församlingar; Lomma församling och Bjärreds församling.

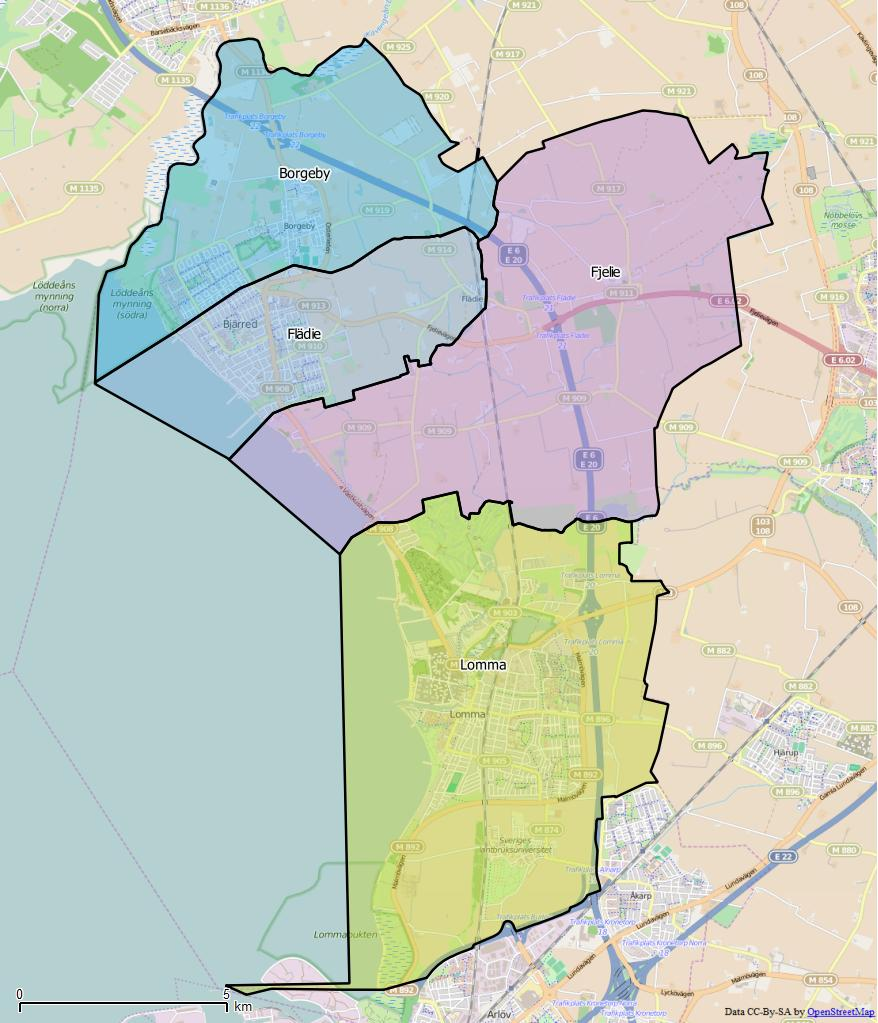
Distrikt (socknar) inom Lomma kommun

Från 2016 indelas kommunen istället i fyra  distrikt, vilka motsvarar de tidigare  socknarna: Borgeby, Fjelie, Flädie och Lomma.

### Tätorter
Vid Statistiska centralbyråns tätortsavgränsning 2020 fanns det tre tätorter i Lomma kommun:
| Tätort  | Befolkning |
| ------- | ---------- |
| Lomma   | 13 772     |
| Bjärred | 9 916      |
| Flädie  | 244        |

## Styre och politik

### Styre
Lomma kommun har i decennier styrts av borgerliga partier. Mandatperioden 2010–2014 styrdes kommunen av Moderaterna som samlade 24 av 45 mandat i kommunfullmäktige. Efter valet 2014 gick Moderaterna samman med övriga partier i Alliansen och tillsammans kunde de styra med 29 av 45 mandat. 
Alliansen fortsatte styra även efter valet 2018 och samlade då 26 av 45 mandat. I december 2021 rapporterade Sydsvenskan att "Frågorna blir allt fler där Liberalerna går i otakt med övriga borgerliga partier". Partierna kunde dock enas och fortsätta med gemensamt styre efter valet 2022.

### Kommunfullmäktige

#### Presidium
| Presidium 2022–2026    | Presidium 2022–2026 | Presidium 2022–2026   |
| ---------------------- | ------------------- | --------------------- |
| Ordförande             | M                   | Marie Nilsson         |
| Förste vice ordförande | M                   | Bert Larsson          |
| Andre vice ordförande  | S                   | Anders Rune Netterlid |

#### Lista över kommunfullmäktiges ordförande
| Namn | Namn                | Tillträdde       | Avgick          |
| ---- | ------------------- | ---------------- | --------------- |
|      | Thore Månsson (C)   | 1 november 1973  | 31 oktober 1998 |
|      | Claes Hedlund (M)   | 1 november 1998- | 15 oktober 2018 |
|      | Anders Berngarn (M) | 15 oktober 2018- |                 |

#### Mandatfördelning 1970–2022
Socialdemokraterna (Sverige) var största partiet i kommunfullmäktige vid valen 1970-1982 och Moderaterna har varit största parti sedan valet 1985 och fick även egen majoritet vid valet 2010. Näst största parti var Moderaterna i valet 1970, Centerpartiet i valen 1973 och 1976, Moderaterna i valen 1979 och 1982 samt Socialdemokraterna sedan 1985. I valen 1985 och 1988 fick Moderaterna och Socialdemokraterna lika många mandat men Moderaterna fick fler röster.

Samtliga riksdagspartier har funnits representerade i Lomma kommunfullmäktige, och efter valet 2014 var 7 av de 8 riksdagspartierna representerade. Vänsterpartiet fanns representerade i fullmäktige vid valen 1998 och 2002.
| 21 | 8 | 7 | 9 |

| 38 | 7 |

| 20 | 11 | 4 | 10 |

| 35 | 10 |

| 17 | 13 | 4 | 11 |

| 33 | 12 |

| 16 | 10 | 5 | 14 |

| 27 | 18 |

| 17 | 9 | 3 | 16 |

| 31 | 14 |

| 16 |  | 6 | 6 | 16 |

| 30 | 15 |

| 15 | 3 | 2 | 4 | 6 | 15 |

| 32 | 13 |

| 13 | 2 | 2 | 3 | 5 | 2 | 18 |

| 30 | 15 |

| 16 | 2 | 2 | 3 | 4 |  | 17 |

| 25 | 20 |

|  | 13 | 2 |  | 2 | 2 | 3 | 3 | 18 |

| 28 | 17 |

|  | 13 |  |  |  |  | 2 | 6 | 2 | 17 |

| 32 | 13 |

| 11 |  |  | 2 | 2 | 5 |  | 22 |

| 29 | 16 |

| 8 | 2 |  | 2 | 2 | 5 |  | 24 |

| 27 | 18 |

| 10 | 3 | 3 | 2 | 5 |  | 21 |

| 26 | 19 |

| 8 | 2 | 4 | 5 | 3 | 4 |  | 18 |

| 24 | 21 |

| 8 | 2 | 5 | 5 | 2 | 3 |  | 19 |

| 22 | 23 |

### Nämnder

#### Kommunstyrelse
| Presidium 2018–2022    | Presidium 2018–2022 | Presidium 2018–2022 |
| ---------------------- | ------------------- | ------------------- |
| Ordförande             | M                   | Robert Wenglén      |
| Förste vice ordförande | M                   | Jerry Ahlström      |
| Andre vice ordförande  | S                   | Lisa Bäck           |

Källa:

#### Lista över kommunstyrelsens ordförande
| Namn | Namn                 | Tillträdde       | Avgick           |
| ---- | -------------------- | ---------------- | ---------------- |
|      | Olof Bergman (M)     | 1 januari 1974   | 31 december 1988 |
|      | Nils Linde (M)       | 1 januari 1989   | 31 december 1997 |
|      | Thomas Håkansson (M) | 1 januari 1998   | 31 augusti 2009  |
|      | Anders Berngarn (M)  | 1 september 2009 | 1 september 2018 |
|      | Robert Wenglén (M)   | 1 september 2018 |                  |

## Ekonomi och infrastruktur

### Näringsliv
Området har en lång tradition av industrier så som tegelbruk, eternitfabrik och Sveriges äldsta cementfabrik. Ingen av dessa verksamheter finns dock kvar. I början av 2020-talet hade kommunen primärt små företag, varav många var enmansföretag inom konsultbranschen. Kommunen själv var den största arbetsgivaren följt av Sveriges lantbruksuniversitet i Alnarp.

### Infrastruktur

#### Transporter
Kommunen genomkorsas från söder till norr av Europaväg 6/20. Genom kommunen går också riksväg 16. Genom kommunen går också Lommabanan som har ett stopp vid Lomma station. Sedan december 2020 trafikeras Lomma station med  persontågstrafik. Lommabanan planeras också att byggas ut i en andra etapp till december 2026.

## Befolkning

### Demografi

#### Befolkningsutveckling
Kommunen har 24 715 invånare (31 december 2024), vilket placerar den på 106:e plats avseende folkmängd bland Sveriges kommuner.
| Befolkningsutvecklingen i Lomma kommun 1810–2020 | Befolkningsutvecklingen i Lomma kommun 1810–2020 | Befolkningsutvecklingen i Lomma kommun 1810–2020 | Befolkningsutvecklingen i Lomma kommun 1810–2020 | Befolkningsutvecklingen i Lomma kommun 1810–2020 |
| ------------------------------------------------ | ------------------------------------------------ | ------------------------------------------------ | ------------------------------------------------ | ------------------------------------------------ |
|                                                  |                                                  |                                                  |                                                  |                                                  |
| År                                               |                                                  |                                                  | Folkmängd                                        |                                                  |
| 1810                                             | 1810                                             |                                                  | 2 059                                            |                                                  |
| 1850                                             | 1850                                             |                                                  | 3 071                                            |                                                  |
| 1900                                             | 1900                                             |                                                  | 5 939                                            |                                                  |
| 1950                                             | 1950                                             |                                                  | 6 351                                            |                                                  |
| 1960                                             | 1960                                             |                                                  | 7 417                                            |                                                  |
| 1970                                             | 1970                                             |                                                  | 12 308                                           |                                                  |
| 1975                                             | 1975                                             |                                                  | 15 404                                           |                                                  |
| 1980                                             | 1980                                             |                                                  | 16 607                                           |                                                  |
| 1985                                             | 1985                                             |                                                  | 16 835                                           |                                                  |
| 1990                                             | 1990                                             |                                                  | 17 220                                           |                                                  |
| 1995                                             | 1995                                             |                                                  | 17 576                                           |                                                  |
| 2000                                             | 2000                                             |                                                  | 18 044                                           |                                                  |
| 2005                                             | 2005                                             |                                                  | 18 854                                           |                                                  |
| 2010                                             | 2010                                             |                                                  | 21 559                                           |                                                  |
| 2015                                             | 2015                                             |                                                  | 23 324                                           |                                                  |
| 2020                                             | 2020                                             |                                                  | 24 876                                           |                                                  |

#### Invånare efter de vanligaste födelseländerna
Följande länder är de 10 vanligaste födelseländerna för befolkningen i Lomma kommun.
| Födelseland 31 december 2021 | Födelseland 31 december 2021 | Födelseland 31 december 2021 | Födelseland 31 december 2021 | Födelseland 31 december 2021 |
| ---------------------------- | ---------------------------- | ---------------------------- | ---------------------------- | ---------------------------- |
| Nr                           | Land                         | Antal                        | Andel                        | Andel i hela riket           |
| 1                            | Sverige                      | 22 142                       | 89,87 %                      | 80,00 %                      |
| 2                            | Danmark                      | 175                          | 0,71 %                       | 0,37 %                       |
| 3                            | Polen                        | 165                          | 0,67 %                       | 0,91 %                       |
| 4                            | Syrien                       | 160                          | 0,65 %                       | 1,88 %                       |
| 5                            | Tyskland                     | 125                          | 0,51 %                       | 0,51 %                       |
| 6                            | Iran                         | 118                          | 0,48 %                       | 0,80 %                       |
| 7                            | Kina                         | 107                          | 0,43 %                       | 0,36 %                       |
| 8                            | Afghanistan                  | 81                           | 0,33 %                       | 0,60 %                       |
| 9                            | Finland                      | 80                           | 0,32 %                       | 1,31 %                       |
| 10                           | USA                          | 78                           | 0,32 %                       | 0,23 %                       |

## Kultur

### Kulturarv
Områdets historia sträcker sig lång tillbaka i tiden. Det strategiska läget mellan Kävlingeåns och Höje ås mynningar i Öresund har medfört en befolkning som kan spåras tillbaka till stenåldern. 1085 grundades Lomma och många ortnamn i bygden kan härledas till den rikedom som uppstod genom handel och kyrka i närbelägna Lund.

### Kommunvapen

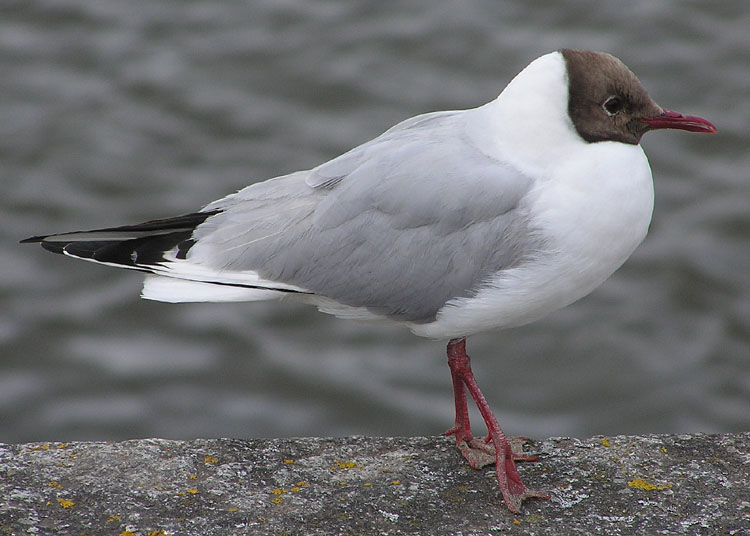
Skrattmåsen är Lommas kommunfågel.

Blasonering: I rött fält ett ankare och därunder en uppskjutande, genomgående, krenelerad mur av guld med röda fogar.
Vapnet fastställdes för den dåvarande Lomma köping 1960. Ankaret syftar på hamnen och muren på ett tegelbruk, som grundats på 1600-talet. Vapnet registrerades hos PRV för kommunen 1974.